# Королевский сельскохозяйственный университет
Короле́вский сельскохозя́йственный университе́т (кхмер. សាកលវិទ្យាល័យភូមិន្ទកសិកម្ម) — один из ведущих аграрных вузов Камбоджи. Расположен на юго-западе Пномпеня. Находится в подчинении Министерства сельского, лесного и рыбного хозяйства Королевства Камбоджа.

## История
Основан в 1964 году принцем Нородомом Сиануком как Королевский университет агрономических наук (кхмер. សាកលវិទ្យាល័យវិទ្យាសាស្ត្រក្សេត្រសាស្ត្រ). Стал одним из первых девяти национальных университетов, созданных для развития системы высшего образования в Камбодже. В годы правления Красных кхмеров с 1975 по 1979 годы вуз был закрыт.
Вновь открыт в 1980 году правительством Народной Республики Кампучия как Институт сельскохозяйственного обучения (кхмер. វិទ្យាស្ថានអប់រំកសិកម្ម). Основной задачей была подготовка новых кадров для лесного хозяйства, животноводства, растениеводства, ветеринарии и агротехники. В 1984 году вуз был переименован в Институт аграрных технологий (кхмер. វិទ្យាស្ថានបច្ចេកទេសកសិកម្ម). Восстановление института стало возможным благодаря значительной советской финансовой и материально-технической поддержке, а все лекции читались на русском языке преподавателями из СССР. В 1990 году СССР приостановил помощь Камбодже, ввиду чего учебная программа была переведена на кхмерский язык.
С 1994 года вуз носит нынешнее название. В том же году появились дополнительные направления для подготовки бакалавров. В 2002 году были введены выпускные программы по специальности «сельскохозяйственная наука». Университет прошёл аккредитацию Министерства сельского, лесного и рыбного хозяйства Королевства Камбоджа и предлагает учёные степени бакалавра, магистра и доктора наук. В настоящее время является ведущим вузом страны по подготовке кадров в области сельского хозяйства и развития аграрных районов.